# Atelier Calder
Dans les années 1960, Alexandre Calder fait édifier sur la commune de Saché une maison et un atelier d'artistes, dite Atelier Calder. Cette atelier est devenu une résidence d'artistes, gérée par la Fondation Calder. 

## Histoire
En 1954, l'artiste et sa femme, Louisa Calder, née James, s'installent dans la maison connue sous le nom de « François 1er », au hameau de la Basse Chevrière à Saché. C'est grâce à Jean Davidson, le fils du sculpteur Jo Davidson, qu'Alexander Calder découvre le village de Saché, situé en Indre-et-Loire, au sud de Tours.  Dans les années 1960, Alexandre Calder entreprend la construction d'une maison et d'un atelier. 
Sur le site du Carroi, dominant la Vallée de l’Indre, Calder fait édifier un vaste atelier de 300 m² sur deux niveaux, éclairé par de grandes verrières et des portes-fenêtres à arcs en plein-cintre. Une fois achevé en 1963, il poursuit avec la construction d'une maison spacieuse à proximité, selon les plans de Jean-Claude Drouin, entre 1966 et 1969. L'artiste opte pour une esthétique minimaliste et fonctionnelle, utilisant des matériaux bruts qui s'intègrent harmonieusement dans le paysage tourangeau. C'est dans cet atelier du Carroi qu'Alexander Calder conçoit ses célèbres Stabiles, assemblés en collaboration avec l'entreprise locale Biémont à Tours, avant d'être installés dans son espace de création.
L'Atelier Calder devient ensuite une résidence d'artistes. À partir de 1989, il accueille des créateurs pour des séjours de trois mois, poursuivant ainsi l'esprit d'expérimentation artistique cher à Calder. Soutenue par le Ministère de la Culture, la région Centre-Val de Loire et la Calder Foundation, cette initiative a vu passer des artistes internationaux.

## Description
Niché au sommet d'une colline surplombant la vallée de l'Indre, l'atelier de Calder s'étend sur 30 mètres de long, 10 mètres de large et 12 mètres de haut.
Une esplanade pavée dite le quai jouxte l'atelier. 

## Résidents de l'Atelier Calder
- Liste des résidents de l'Atelier Calder